# Влюблённый Либерман
«Влюблённый Либерман» (англ. Lieberman in Love) — американский короткометражный фильм режиссёра Кристин Лахти по одноимённому рассказу У. П. Кинселлы. В 1996 году получил премию «Оскар» за лучший игровой короткометражный фильм.

## Сюжет
Джо Либерман, только что потерявший жену, приезжает на курортный остров, где чувствует себя одиноким и ищет компании. Он знакомится с проституткой Шалин. Время с Шалин стоит денег, но Либерман не против, и постепенно их отношения перерастают уровень отношений проститутки и клиента. Чувство Шалин к Джо сохраняется даже после того, как он влюбляется в молодую замужнюю женщину — агента по недвижимости, и Шалин решает спасти Лейбермана от него самого.

## История создания
Фильм стал дебютной режиссёрской работой актрисы Кристин Лахти. Незадолго до этого она родила двойню и, по собственным словам, не испытывала желания сниматься. Она строила планы сочинить сценарий фильма, в котором могла бы сняться сама, и именно в это время ей поступило предложение выступить в качестве режиссёра, которое показалось ей слишком соблазнительным, чтобы отказаться.
Актёр Дэнни Айелло вспоминает, что Лахти связалась с ним в 1994 году и предложила участие в короткометражном фильме, в котором она собиралась сама исполнить главную женскую роль. Хотя заказчиком ленты выступал кабельный телеканал Showtime, Лахти с самого начала планировала снять её в фестивальном формате так, чтобы она могла претендовать на «Оскар» за лучший короткометражный фильм.
Айелло вспоминал, что перед съёмкой постельной сцены Лахти в шутку предупредила его «не возбуждаться», поскольку он на самом деле женат. Актёр возмущённо заявил, что ни о каком возбуждении с его стороны не может быть и речи, потому что Лахти напоминает ему его сестру, и в итоге всё время, пока снимался эпизод, они умирали от смеха.

## В ролях
- Дэнни Айелло — Джо Либерман
- Кристин Лахти — Шалин
- Нэнси Трэвис — Кейт
- Аллан Арбус — старик
- Лиза Бейнс — женщина
- Бет Грант — Линда Бейкер
- Дэвид Раш — распорядитель церемонии на Луау
- Ник Тот — Аллан Бейкер

## Награды
Хотя в рецензии New York Times лента названа «вполне компетентной», «гладкой», но не выдающейся, она была не только выдвинута на «Оскар», но и получила его. На церемонии награждения статуэтку получали Кристин Лахти и продюсер Джана Сью Мемел. Дэнни Айелло, исполнитель главной мужской роли, не знал о том, что фильм номинирован на «Оскар», и награждение стало для него сюрпризом. У. П. Кинселла, автор рассказа, по которому была снята лента, даже не знал о её существовании и впервые услышал о ней тоже во время трансляции церемонии. Кинселлу возмутило, что режиссёр и продюсер, получая награду, «поблагодарили всех, включая собак», но он не был упомянут. Позже в журнале Variety ему были принесены извинения, занявшие целую полосу.